# Oznaczenia wagonów towarowych
Oznaczenia wagonów towarowych w PKP wykonywane są na podstawie "Instrukcji o znakowaniu i numeracji wagonów towarowych Mw-37a".

## Ujednolicony kod wagonu towarowego
21 RIV MC - kod wymiany wagonu

51 PL-PKP - numer zarządu kolejowego kraju pochodzenia wagonu

564 9 028-0 - pierwsze 4 cyfry rodzaj i seria wagonu, pozostałe 3 określają numer wagonu serii produkcyjnej 

Tikkm-x- 1 litera rodzaj wagonu, pozostałe oznaczają dane techniczno-eksploatacyjne

## Znaczenie cyfr wchodzących w skład oznaczenia wagonów towarowych
12-cyfrowy numer wagonu jest zarazem jego numerem inwentarzowym. 
Składa się z pięciu grup cyfr: 
- pierwsza grupa - 2 cyfry (ujednolicony kod wymiany wagonów w ruchu międzynarodowym); przykłady:
  - 01 - tor normalny, ruch międzynarodowy w systemie RIV
  - 20 - tor normalny, tylko komunikacja wewnętrzna
  - 21 - tor normalny, ruch międzynarodowy w systemie RIV i MC
  - 22 - tor normalny/szeroki, ruch międzynarodowy w systemie RIV i MC
  - 30 - wagon dla potrzeb wewnętrznych kolei
  - 31 - tor normalny, ładowność 40t, ruch międzynarodowy w systemie RIV i MC

RIV - Regolamento Internazionale Veicoli - międzynarodowa umowa o użytkowaniu wagonów

PPW - Prawiła Polzowania Wagonami - skrót międzynarodowy MC - umowa łagodniejsza niż RIV

OPW - Obszczij Park Wagonow - umowa z byłych krajów RWPG, już nie stosowana
- druga grupa - 2 cyfry (oznaczenie zarządu kolejowego kraju pochodzenia wagonu lub kolei włączającej wagon do eksploatacji):
  - 10 - Fińskie Koleje Państwowe (VR)
  - 20 - Koleje Rosyjskie (РЖД [RŻD])
  - 21 - Koleje Białoruskie (BC)
  - 22 - Koleje Ukraińskie (UZ)
  - 23 - Koleje Mołdawskie (CFM)
  - 24 - Koleje Litewskie (LG)
  - 25 - Koleje Łotewskie (LDZ)
  - 26 - Koleje Estońskie (EVR)
  - 27 - Koleje Kazachskie (KZH)
  - 28 - Koleje Gruzińskie (GR)
  - 29 - Koleje Uzbeckie (SAZ)
  - 30 - Koleje Koreańskiej Republiki Ludowej (KRZ)
  - 31 - Koleje Mongolii (MTZ)
  - 32 - Koleje Wietnamskiej Republiki Ludowej (DSVN)
  - 33 - Koleje Chińskiej Republiki Ludowej (KZD)
  - 40 - Koleje Kubańskie (FC)
  - 41 - Albańskie Koleje Żelazne (HSH)
  - 42 - Koleje Japońskie (JR)
  - 43 - Kolej Żelazna Raab-Ebenfurt (GySEV)
  - 44 - Budapeszteńskie Przedsiębiorstwo Transportowe (BHEV)
  - 51 - Polskie Koleje Państwowe (PKP)
  - 52 - Bułgarskie Koleje Państwowe (BDŻ)
  - 53 - Rumuńskie Koleje Żelazne (CFR)
  - 54 - Koleje Czeskie (CD)
  - 55 - Węgierskie Koleje Państwowe (MAV)
  - 56 - Koleje Republiki Słowacji (ZSR)
  - 57 - Koleje Azerbejdżańskie (AZ)
  - 58 - Koleje Ormiańskie (ARM)
  - 59 - Koleje Kirgijskie (KRG)
  - 60 - Koleje Irlandzkie (CIE)
  - 61 - Koleje Koreańskie (KNR)
  - 62 - Prywatne Koleje Szwajcarskie (SP)
  - 63 - Kolej Bern-Lötschberg-Simplon (BLS)
  - 64 - Koleje Nord-Milano-Escercizio (FNME)
  - 65 - Kolej Żelazna Republiki Jugosławii i Macedonii (MŻ)
  - 66 - Koleje Tadżyckie (TZD)
  - 68 - Koleje Ahaus-Alstate (AAE)
  - 69 - Towarzystwo Eurotunel (Eurotunel)
  - 70 - Brytyjskie Towarzystwo Transportowe (RFD)
  - 71 - Państwowa Sieć Kolei Hiszpańskich (RENFE)
  - 72 - Wspólnota Kolei Jugosłowiańskich (JŻ)
  - 73 - Koleje Greckie (CH)
  - 74 - Szwedzkie Koleje Państwowe (SJ)
  - 75 - Tureckie Koleje Państwowe (TCDD)
  - 76 - Norweskie Koleje Państwowe (NSB)
  - 78 - Chorwackie Koleje Żelazne (HŻ)
  - 79 - Słoweńskie Koleje Żelazne (SŻ)
  - 80 - Niemiecka Kolej Federalna (DB)
  - 81 - Austriackie Koleje Federalne (ÖBB)
  - 82 - Narodowe Towarzystwo Kolei Luksemburskich (CFL)
  - 83 - Włoskie Koleje Państwowe(FS)
  - 84 - Holenderskie Koleje Żelazne (NS)
  - 85 - Szwajcarskie Koleje Federalne (SBB)
  - 86 - Duńskie Koleje Państwowe (DSB)
  - 87 - Towarzystwo Narodowe Dróg Żelaznych we Francji (SNCF)
  - 88 - Towarzystwo Narodowe Dróg Żelaznych w Belgii (B)
  - 89 - Koleje Bośni i Hercegowiny (ZBH)
  - 90 - Koleje Egipskie (ER)
  - 91 - Towarzystwo Narodowe Dróg Żelaznych w Tunezji (SNCFT)
  - 92 - Towarzystwo Narodowe Transportu Kolejowego w Algierii
  - 93 - Marokańskie Koleje Państwowe (ONCFM)
  - 94 - Koleje Portugalskie (CP)
  - 95 - Izraelskie Koleje Państwowe (IR)
  - 96 - Irańskie Koleje Państwowe (RAI)
  - 97 - Syryjskie Koleje Żelazne (CFS)
  - 98 - Libańskie Koleje Państwowe (CEL)
  - 99 - Irackie Koleje Żelazne (IRR)

- trzecia grupa - 4 cyfry (oznaczają serię wagonu: pierwsza - rodzaj, a trzy kolejne cechy techniczne wagonu; ostatnia cyfra jest powiązana z dużą literą, a pozostałe cyfry są z małymi literami)

- czwarta grupa - 3 cyfry (oznaczają kolejny numer wagonu z danej serii produkcyjnej)

- piąta grupa - 1 cyfra (cyfra samokontroli)